# Kopčany
Kopčany (allemand : Koptschan) est un village de l'ouest de la Slovaquie situé dans la région de Trnava. Il se trouve à 2 km de la Morava et donc de la frontière tchèque et à 80 km au nord de Bratislava. Il était peuplé de 2584 habitants en 2003 et de 2533 habitants en 2007.
Kopčany est aussi l'ancien nom de Zemplínske Kopčany dans l'est de la Slovaquie, le nom slovaque de la commune autrichienne de Kittsee ainsi que le nom d'un quartier de Bratislava limitrophe de Kittsee.

## Histoire
Première mention écrite du village en 1392 sous le nom de Kopchan.
Au temps de l'empire de Grande-Moravie, il faisait partie de l'agglomération de Mikulčice qui en était peut-être la capitale. L'église de Sainte-Marguerite d'Antioche du IXe siècle est la seule église de l'époque grande-morave qui existe encore.

## Démographie

### Évolution de la population
| Année:               | 1994. | 2004.   | 2014.   | 2024.   |
| -------------------- | ----- | ------- | ------- | ------- |
| Nombre de personnes: | 2422  | 2584    | 2580    | 2553    |
| Différence:          |       | +6,68 % | -0,15 % | -1,04 % |

| Année:               | 2023. | 2024.   |
| -------------------- | ----- | ------- |
| Nombre de personnes: | 2567  | 2553    |
| Différence:          |       | -0,54 % |